# Wojciech Czarczyński
Wojciech Czarczyński (ur. 17 kwietnia 1933 w Poznaniu, zm. 27 kwietnia 2018) – polski inżynier łączności. 

## Życiorys
Absolwent Politechniki Wrocławskiej. Od 2001 r. profesor na Wydziale  Elektroniki, a następnie (2002) na Wydziale Elektroniki Mikrosystemów i Fotoniki Politechniki Wrocławskiej. Na emeryturę przeszedł w 2003 roku. 
Pochowany na Cmentarzu św. Wawrzyńca we Wrocławiu.

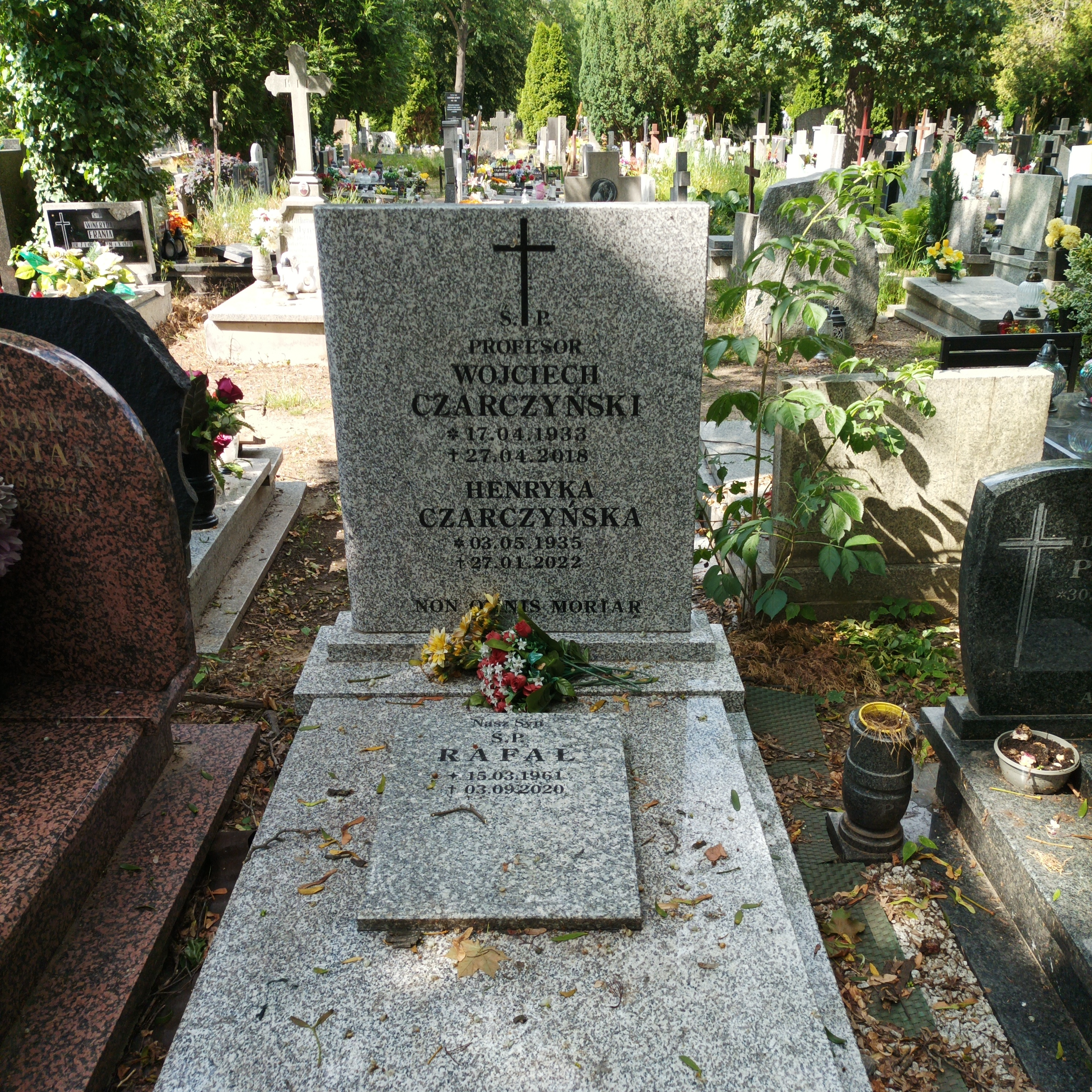
Grób prof. Wojciecha Czarczyńskiego na cmentarzu św. Wawrzyńca we Wrocławiu